# دانييل بوده
دانييل بوده (بالمجرية: Böde Dániel)‏ (مواليد 24 أكتوبر 1986) هو لاعب كرة قدم. يلعب مع منتخب المجر لكرة القدم. سبق له أن لعب في بطولة أمم أوروبا لكرة القدم 2016 مع منتخب بلاده.

## روابط خارجية
- دانييل بوده على موقع الاتحاد الأوربي (الإنجليزية)
- دانييل بوده على موقع قاعدة بيانات كرة القدم.إي يو (الإنجليزية)
- دانييل بوده على موقع ناشيونال فوتبول تيمز (الإنجليزية)
- دانييل بوده على موقع Soccerway.com (الإنجليزية)
- دانييل بوده على موقع عالم كرة القدم.نت (الإنجليزية)
- دانييل بوده على موقع AS.com (الإسبانية)